# Элеонора Доротея Ангальт-Дессауская
Элеонора Доротея Ангальт-Дессауская (нем. Eleonore Dorothea von Anhalt-Dessau; 16 февраля 1602, Дессау — 26 декабря 1664, Веймар) — принцесса Ангальт-Дессауская, в замужестве герцогиня Саксен-Веймарская.

## Биография
Элеонора Доротея — дочь князя Иоганна Георга I Ангальт-Дессауского и его второй супруги Доротеи Пфальц-Зиммернской, дочери пфальцграфа Иоганна Казимира Зиммернского.
23 мая 1625 года в Веймаре Элеонора Доротея вышла замуж за своего кузена, герцога Саксен-Веймара Вильгельма Великого, с которым у неё состоялась помолвка ещё до его военного похода в Нижнюю Саксонию. Союз, заключённый по политическим мотивам, призванный упрочить дружественные отношения между Веймаром и Ангальтом, описывался как очень счастливый. В браке Элеонора Доротея сохранила своё реформатское вероисповедание, хотя и сблизилась с лютеранством. Герцогиня была похоронена в капелле Городского дворца, затем в 1824 году была перезахоронена в новой княжеской усыпальнице.

## Потомки
- Вильгельм (1626)
- Иоганн Эрнст II (1627—1683), герцог Саксен-Веймарский, женат на принцессе Кристине Елизавете Шлезвиг-Гольштейн-Зондербургской (1638—1679)
- Иоганн Вильгельм (1630—1639)
- Адольф Вильгельм (1632—1668), герцог Саксен-Эйзенахский, женат на принцессе Марии Елизавете Брауншвейг-Вольфенбюттельской (1638—1687)
- Иоганн Георг I (1634—1686), герцог Саксен-Маркзульский, позднее герцог Саксен-Эйзенахский, женат на графине Иоганетте Сайн-Витгенштейн (1626—1701)
- Вильгельмина Элеонора (1636—1653)
- Бернгард (1638—1678), герцог Саксен-Йенский, женат на принцессе Марии Шарлотте де ла Тремуйль (1632—1682)
- Фридрих (1640—1656)
- Доротея Мария (1641—1675), замужем за герцогом Морицем Саксен-Цейцским (1619—1681)